# Jazīrat Jiftūn al Kabīr
Jazīrat Jiftūn al Kabīr är en ö i Egypten.   Den ligger i guvernementet Al-Bahr al-Ahmar, i den östra delen av landet, 400 km sydost om huvudstaden Kairo. Arean är 15,4 kvadratkilometer.
Terrängen på Jazīrat Jiftūn al Kabīr är platt. Öns högsta punkt är 112 meter över havet. Den sträcker sig 6,9 kilometer i nord-sydlig riktning, och 5,0 kilometer i öst-västlig riktning.